# ベルリン市電
ベルリン市電(ベルリンしでん)とは、ドイツの首都ベルリンにおいて運行されている路面電車網である。ベルリン市電は世界で最も古い路面電車網の一つであり、1865年に始まる歴史を持つ。1929年からは、Berliner Verkehrsbetriebe（ベルリン市交通局。略称BVG）によって運行が行われている。規模は大きく、運行系統は22、電停は382箇所、路線延長は191.6kmにのぼる。9つの系統では24時間運転も行われており、系統番号の頭に「M」をつけている。
現在運行されている路線の大部分は旧東ベルリン地域内にあり、旧西ベルリンの路線はバスに代替されている。
なお、BVG運営以外の、ベルリン市域と隣接地域を結ぶ路線、および隣接地域を走る路線についてはまとめて後述する。

## 歴史

### 概要
1865年、馬車鉄道がベルリンに開業し、1881年には世界初の電気運転を行う路線が開業した。多くの私鉄や公営企業が新路線を開設していき、19世紀末には路線網は急速に充実したものとなり、馬車鉄道は電気運転に転換された。1930年までに、路線延長は630km以上に達し、系統数は90以上を数えている。1929年には、路線を運営していた企業群はすべてBVGに統合された。第二次大戦後はBVGも東西に分割されたが、東西ドイツ統一後は再び一つに統合された。西ベルリンでは、市電は1967年までに全線廃止となった。ドイツ統一後は2路線が旧西ベルリンに入っているが、それでもほとんどの路線は旧東ベルリンの地域内に存在している。

### 馬車から電車へ
ベルリンの公共交通は、ドイツの中でも最も歴史があるもののひとつである。1847年1月1日、Concessionierte Berliner Omnibus Compagnie(Concessed Berlin Bus Company)によってベルリン初の乗合馬車路線が開業した。この成長市場に対しては新規参入が相次ぎ、1864年までの間に36社が参入した。1865年6月22日には、ベルリンで初めてであり、かつドイツで初めてでもある馬車鉄道がBrandenburger Tor(ブランデンブルク門) - Straße des 17. Juni(6月17日通り。当時は別名) - Charlottenburg(シャルロッテンブルク)に開業した。2ヶ月後の8月28日には、さらにDorotheenstraße(ドロテーエン通り)を通ってKupfergraben(クプファーグラーベン。博物館島の近くで、現在も市電の終点がある)まで延伸された。乗合馬車と同じように、鉄道馬車には多くの会社が参入し、現在における市街地の大半に路線を建設していった。1873年、Rosenthaler Platz(ローゼンタール広場) - Gesundbrunnen(ゲズントブルンネン)間の路線が開業した。この路線を開業させたのはGroße Berliner Pferde-Eisenbahn(大ベルリン馬車鉄道)で、のちにGroße Berliner Straßenbahn(大ベルリン軌道)の名で勢力を伸ばす。
1881年5月16日、ベルリンは都市交通の歴史にまたひとつ新しいページを書き加えた。Lichterfelde(リヒターフェルデ)において、ヴェルナー・フォン・ジーメンスが世界最初の電車路線を開業した。この路線は試験線としての意味合いをもつものだった。ジーメンスはこれを「高架から降ろされた高架線」と名付けた。由来は、彼が高架電気鉄道のネットワークをベルリンに作り上げようとしていたためだった。しかし地元議会は、最初の高架鉄道が誕生する1902年までこれに許可を与えなかった。
リヒターフェルデの路線はメーターゲージであり、Lichterfelde Ost(リヒターフェルデ東)駅からZehlendorfer Straße(ツェーレンドルフ通り。現在のFinckensteinallee：フィンケンシュタインアレー)にある士官学校までであった。この路線は1925年には標準軌に改築されている。
電車運転は急速に広まり、ベルリンにおける馬車鉄道は1910年にその歴史を閉じた。
1899年12月18日、シュプレー川の川底を通ってStralau(シュトラーラウ) - Treptow(トレプトウ)間にシュプレートンネルが開通し、それによって初めて地下空間を通っての往来が可能になった。しかし、構造上の問題から1932年2月に閉鎖された。市電は1916年から1951年まで、2番目のトンネルとしてリンデントンネルを通るようになっており、有名なウンター・デン・リンデンの下を走っていた。

### BVGへの経営統合
ベルリンで路面電車を運行していた会社群の歴史は非常に複雑である。私営の企業は頻繁に合併、乗っ取り、倒産により状況が変化していたのに加え、ベルリン、Sapndau(シュパンダウ)、Köpenick(ケーペニック)、Rixdorf(リックスドルフ)、Steglitz(シュテークリッツ)、Mariendorf(マリーエンドルフ)、Britz(ブリッツ)、Niederschönhausen(ニーダーシェーンハウゼン)、Friedrichshagen(フリードリヒスハーゲン)、Heiligensee(ハイリンゲンゼー)、Französisch Buchholz(フランツェジッシュ・ブーフホルツ)、Kreis Teltow(クライス・テルトウ)の各市が公営企業を持っていた。
私営企業の中で最も重要なのは、Große Berliner Pferde-Eisenbahn(大ベルリン馬車鉄道)で、路線の電化開始後はGroße Berliner Straßenbahn(大ベルリン軌道。略称GBS)と呼ばれた。大ベルリン軌道はベルリンにあるほとんどの路面電車会社を次々と買収していった。GBSは、1920年にBerliner Elektrische Straßenbahn-AG（ベルリン電気軌道。略称BESTAG）・Städtische Straßenbahnen Berlin（ベルリン都市間軌道。略称SSB）を合併してBerliner Straßenbahn（ベルリン軌道）となり、のちの1929年には公営企業であるBerliner Verkehrs-AG（ベルリン市交通局。略称BVG）となった。市電のほか、地下鉄・高架鉄道や、おもにAllgemeine Berliner Omnibus AG（ゼネラルベルリンバス。略称ABOAG）が運営していたバス路線もBVGが引き継いだ。
下記の表は、BVG成立前において市電を運営していた企業の一覧表である。各行の背景色は動力方式を表す(青:馬、黄:蒸気機関、白:電気、赤:内燃機関)。
| 開業年     | 運営会社名 | ゲージ (mm) | 合併された年 | 合併先                 | 備考 |
| ---------- | --- | ----------- | ------------ | ---------------------- | --- |
| 1865-06-22 | Berliner Pferde-Eisenbahn-Gesellschaft (BPfEG)                                                                    | 1435        | 1894-09-26   | BChS                   | ドイツ初の馬車鉄道 |
| 1871-11-01 | Westend-Terrain-Gesellschaft H. Quistorp & Co.                                                                    | 1435        | 1878         | BPfEG                  | |
| 1873-07-08 | Große Berliner Pferde-Eisenbahn (GBPfE)                                                                           | 1435        | 1898-01-25   | GBS                    | |
| 1877-01-01 | Neue Berliner Pferdebahn-Gesellschaft (NBPfG)                                                                     | 1435        | 1900-01-01   | GBS                    | |
| 1879-04-01 | Große Internationale Pferde-Eisenbahn-Gesellschaft (GIPfEG)                                                       | 1435        | 1886         | GBPfE                  | 設立は1872年5月 |
| 1881-05-16 | Electrische Straßenbahn der Gemeinde Groß-Lichterfelde                                                            | 1000        | 1895-03-04   | ESGLSS                 | 世界最初の電気運転 |
| 1882-10-18 | Cöpenicker Pferde-Eisenbahn (CPE)                                                                                 | 1435        | 1903         | SSC                    | |
| 1885-06-13 | Pferde-Eisenbahn der Gemeinde Rixdorf                                                                             | 1435        | 1887-01-01   | GBPfE                  | |
| 1886-05-05 | Davy, Donath & Co.                                                                                                | 1435        | 1888-12-22   | BDK                    | |
| 1887-08-06 | Pferde-Eisenbahn der Gemeinde Mariendorf                                                                          | 1435        | 1888-01-01   | GBPfE                  | |
| 1888-05-18 | Wilmersdorf-Schmargendorfer Dampfstraßenbahn Reymer & Masch (WSD)                                                 | 1435        | 1888/12/22   | BDK                    | |
| 1888-07-01 | Dampfstraßenbahn Groß-Lichterfelde - Seehof - Teltow                                                              | 1435        | 1891-05-31   | DLSTS                  | |
| 1888-12-22 | Berliner Dampfstraßenbahn-Konsortium (BDK)                                                                        | 1435        | 1898-10-01   | WBV                    | 馬車鉄道もいくつか運営していた |
| 1891-05-17 | Straßenbahn Friedrichshagen                                                                                       | 1000        | 1906-12-16   | SSC                    | 1894年に合併され、標準軌への改軌、電化が行われた。 |
| 1891-05-31 | Dampfstraßenbahn Groß-Lichterfelde - Seehof - Teltow - Stahnsdorf                                                 | 1435        | 1906-04-01   | TKb                    | |
| 1891-06-04 | Pferdebahn Tegeler Chaussee - Tegel                                                                               | 1435        | 1891-06-04   | GBPfE                  | |
| 1891-08-01 | Pferde-Eisenbahn der Gemeinde Britz                                                                               | 1435        | 1891-08-01   | GBPfE                  | |
| 1892-06-05 | Spandauer Straßenbahn Simmel, Matzky & Müller (SpS)                                                               | 1000        | 1920-12-08   | Berliner Straßenbahn   | 1894年9月1日にAllgemeine Deutsche Kleinbahn-Gesellschaft(ADKG)により経営統合。電化完成は1896年3月18日。1899年にAEGによる経営となる。標準軌への改軌は1907年10月26日。1907年10月26日にシュパンダウ市に買収される。 |
| 1892-07-01 | Pferde-Eisenbahn der Gemeinde Niederschönhausen                                                                   | 1435        | 1892-07-01   | GBS                    | |
| 1894-09-26 | Berlin-Charlottenburger Straßenbahn (BChS)                                                                        | 1435        | 1919-05-15   | GBS                    | 電化完成は1900年10月1日。 |
| 1895-03-04 | Elektrische Straßenbahnen Groß-Lichterfelde - Lankwitz - Steglitz - Südende (ESGLSS)                              | 1000        | 1906-04-01   | TKb                    | |
| 1895-09-10 | ジーメンス・ハルスケ                                                                                              | 1435        | 1899-07-01   | BESTAG                 | |
| 1898-01-25 | Große Berliner Straßenbahn (GBS)                                                                                  | 1435        | 1920-10-01   | Berliner Straßenbahn   | 電化完成は1902年12月15日。1909年9月20日にZweckverband Groß-Berlinに買収される。 |
| 1898-10-01 | Westliche Berliner Vorortbahn (WBV)                                                                               | 1435        | 1919-05-15   | GBS                    | 馬車鉄道もいくつか運営していた。電化完成は1900年6月19日。 |
| 1899-07-01 | Berliner Elektrische Straßenbahn-AG (BESTAG)                                                                      | 1435        | 1920-12-01   | Berliner Straßenbahn   | |
| 1899-07-01 | Südliche Berliner Vorortbahn                                                                                      | 1435        | 1919-05-15   | GBS                    | |
| 1899-10-21 | Straßenbahn Berlin-Hohenschönhausen                                                                               | 1435        | 1906-12-10   | NBSNO                  | |
| 1899-12-18 | Gesellschaft für den Bau von Untergrundbahnen (Straßenbahn Schlesischer Bahnhof - Treptow) (SST)                  | 1435        | 1909-06-22   | Berliner Ostbahnen     | シュプレートンネルを開通させた。 |
| 1901-08-15 | Straßenbahn Niederschöneweide - Cöpenick (SNC)                                                                    | 1435        | 1909-06-22   | Berliner Ostbahnen     | |
| 1901-10-01 | Gesellschaft für elektrische Hoch- und Untergrundbahnen in Berlin (tramway line Warschauer Brücke-Zentralviehhof) | 1435        | 1928-04-01   | BSBG                   | もとの路線は1910年1月1日にSSBに買収されたが、代わりにWarschauer BrückeからScharnweber-/Gürtelstraße間の新路線を開通させた。新路線はのちにリヒテンベルクにあるWagnerplatz (現在のRoedeliusplatz)まで延伸された。  |
| 1903       | Städtische Straßenbahn Cöpenick (SSC)                                                                             | 1435        | 1920-10-01   | GBS                    | |
| 1904-07    | Pferde-Eisenbahn der Gemeinde Französisch-Buchholz                                                                | 1435        | 1907-12-19   | BESTAG                 | BESTAGに買収後電化された。 |
| 1905-12-03 | Straßenbahn der Gemeinde Steglitz                                                                                 | 1435        | 1921-04-16   | Berliner Straßenbahn   | |
| 1906-04-01 | Teltower Kreisbahnen (TKb)                                                                                        | 1000/1435   | 1921-04-16   | Berliner Straßenbahn   | DLSTSの蒸気鉄道は1907年3月30日に電化完成。 |
| 1906-12-10 | Neue Berliner Straßenbahn Nordost (NBSNO)                                                                         | 1435        | 1910-05-03   | NÖBV                   | |
| 1908-03-23 | Elektrische Straßenbahn Spandau-Nonnendamm                                                                        | 1435        | 1914-10-01   | SpS                    | ジーメンス・ハルスケにより設立された。 |
| 1908-07-01 | Städtische Straßenbahnen Berlin (SSB)                                                                             | 1435        | 1920-10-01   | Berliner Straßenbahn   | |
| 1909-06-22 | Berliner Ostbahnen                                                                                                | 1435        | 1920-05-01   | GBS                    | |
| 1910-05-03 | Nordöstliche Berliner Vorortbahn (NÖBV)                                                                           | 1435        | 1919-05-15   | GBS                    | |
| 1910-08-07 | Straßenbahn des Flugplatzes Johannisthal                                                                          | 1435        | 1910-10      | service suspended      | ベルリン最後の馬車鉄道 |
| 1912-03-09 | Schmöckwitz-Grünauer Uferbahn                                                                                     | 1435        | 1924-08      | Berliner Verkehrs-GmbH | 1912年7月23日に電化完成 |
| 1913-05-29 | Straßenbahn der Gemeinde Heiligensee an der Havel                                                                 | 1435        | 1920-10-01   | Berliner Straßenbahn   | |
| 1920-10-01 | Berliner Straßenbahn                                                                                              | 1000/1435   | 1923-09-10   | BSBG                   | メーターゲージの路線はTKbからの引き継ぎ。 |
| 1923-01-08 | Kleinbahn Spandau-West - Hennigsdorf                                                                              | 1435        | 1929-01-01   | BVG                    | のちにBVGによって電化された。 |
| 1923-09-10 | Berliner Straßenbahn-Betriebs-GmbH (BSBG)                                                                         | 1000/1435   | 1929-01-01   | BVG                    | メーターゲージの路線はTKbからの引き継ぎ。 |
| 1924-08    | Berliner Verkehrs-GmbH                                                                                            | 1435        | 1925-03-01   | BSBG                   | |

当時、BVGが持つ市電の路線数は89、路線延長は634km、車両数は4000両以上あり、職員は14400人以上在籍していた。車両の平均走行距離は年間42500kmであった。1929年においては、ベルリンにおける年間の市電乗客数は9億2900万人となっており、BVGが運行する路線数は93にも達していた。
1930年代初頭になると、ベルリンの市電網は縮小を始めた。最初の電気運転を行った路線が1930年に廃止されたのに続き、1934年10月31日にはドイツ最古の路線も廃止された。Charlottenburger Chaussee(シャルロッテンブルガー通り。現在の6月17日通り)においては、街のシンボル的な東西軸として道路が改築されるのと共に、路線廃止が行われた。しかしそれでも、1938年において71の路線があり、2800両の車両と約12500人の職員が在籍していた。市電の縮小に従い、バス路線は伸長し、1933年にはトロリーバスも開業した。
第二次世界大戦中は、石油節約のため市電の再活用が課題となった。それにより、様々な物品も運ばれるようになった。しかし物資の欠乏や、1943年3月からの爆撃により、輸送力は縮小していった。そして戦争末期のベルリンの戦いで、1945年4月23日をもって市電による輸送は完全に崩壊するに至った。

### 戦後の市電

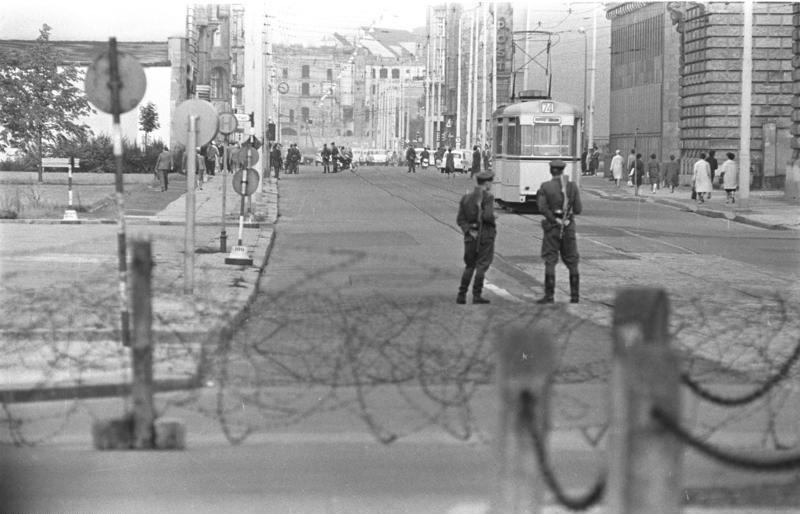
ベルリンの壁構築直後の光景

BVGは、ベルリンにおける他の団体と同じように、1949年8月1日から2つに分割された。西側は「BVG-West」となり、市電については36路線を持った。ソビエト占領地域は「BVG-Ost(BVG東)」となり、市電は13路線を持った。その後、BVG-Ostは1969年に「VEB Kombinat Berliner Verkehrsbetriebe(BVB)」となった。1950年10月14日、西ベルリンからクラインマッハノウとシェーネフェルトへ向かう路線が運行停止となり、1953年1月15日には市内中心部においても、境界を越える路線は運行を止めた。

#### 西ベルリン
1954年から、西ベルリンの公共交通計画は変化した。市電の全廃と地下鉄・バス網の拡充が指向されるようになった。ベルリンはすでに充実した地下鉄網を持っており、市電は時代遅れで、不要なものであると考えられていた。1954年から1962年までに、数々の市電の路線が地下鉄・バスに代替された。西ベルリンには36の系統があったが、1962年には18の系統が残る状況となっていた。
都市の分断は、公共交通機関に多くの、そして難しい問題を発生させることになった。市電の路線では市街の中心部へ行くことはできなくなった。また車庫は西ベルリンのUferstrasseに移転した。
1967年10月2日、西ベルリンで最後の市電が運転を終えた。最後の運行を務めたのは55号車で、Bahnhof Berlin Zoologischer Garten(ベルリン動物園駅) - Bahnhof Berlin Jungfernheide(ユングフェルンハイデ駅) - Siemensdamm - Nonnendammallee - Falkenseer Platz - Neuendorfer Allee - Spandau(シュパンダウ)・Hakenfelde間を走った。現在ベルリンで運行されている幹線バス(メトロバス)の路線は、その多くが市電の旧路線と重複している。

#### 東ベルリン

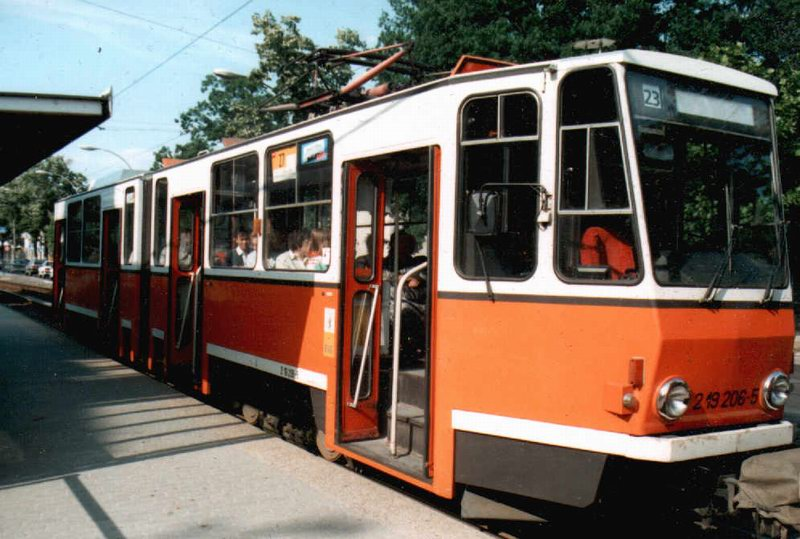
東ドイツ時代に導入されたタトラ製車両

東ベルリンの交通計画は、ソ連・モスクワにおける、市電のない道路をモデルとした。また自動車優先の考え方により、1950・60年代には多くの市電の路線が廃止された。1967年には、アレキサンダー広場がベルリンの新しい中心として成長を始めるのと同時に、中心部を通る路線は廃止された。
しかし、市電全廃については議論も計画もなかった。1970年代後半になると、新しい住宅地であるMarzahn、Hohenschönhausen、Hellersdorfへ市電の路線が延長された。

## 現状

### 概観
ベルリンの市電網は現在においてもドイツ最大の規模であり、過去の部分廃止を経てもなお、世界最大級の路線網の一つでもある。ベルリン周辺にある、BVG以外の事業者によって運営される路線については後述。

### 運行系統
BVGは22路線を運行している。 MetroTram(系統番号に「M」のつく系統)については、右記のシンボルマークも用いられている。 
下表において、S-Bhf.はSバーンの駅、U-Bhf.はUバーンの駅、S+U-Bhf.はSバーン・Uバーン両方が乗り入れる駅、（　）囲みはMetroTramにおける24時間運転区間外の駅を表す。
| M1  | Mitte, Am Kupfergraben - Niederschönhausen, Schillerstraße / (Rosenthal Nord)                                 |
| M2  | S+U-Bhf. Alexanderplatz/Dircksenstraße - Am Steinberg - (Heinersdorf)                                         |
| M4  | S-Bhf. Hackescher Markt - Falkenberg / (Hohenschönhausen, Zingster Straße)                                    |
| M5  | (Lüneburger Straße - S+U-Bhf. Hauptbahnhof) – S-Bhf. Hackescher Markt - Hohenschönhausen, Zingster Straße     |
| M6  | (S-Bhf. Hackescher Markt) - Landsberger Allee/Petersburger Straße - Hellersdorf, Riesaer Straße               |
| M8  | (Lüneburger Straße - S+U-Bhf. Hauptbahnhof) - Landsberger Allee/Petersburger Straße - Ahrensfelde/Stadtgrenze |
| M10 | Lüneburger Straße - S+U-Bhf. Hauptbahnhof - S+U-Bhf. Warschauer Straße                                        |
| 12  | Mitte, Am Kupfergraben - Weißensee, Pasedagplatz                                                              |
| M13 | Wedding, Virchow-Klinikum - S-Bhf. Warschauer Straße                                                          |
| 16  | S+U-Bhf. Frankfurter Allee - Ahrensfelde/Stadtgrenze                                                          |
| M17 | (Falkenberg -) Gehrenseestraße - S-Bhf. Schöneweide                                                           |
| 18  | S-Bhf. Springpfuhl - Hellersdorf, Riesaer Straße                                                              |
| 21  | S+U-Bhf. Lichtenberg/Gudrunstraße - S-Bhf. Schöneweide                                                        |
| 27  | Krankenhaus Köpenick/Südseite - Weißensee, Pasedagplatz                                                       |
| 37  | S+U-Bhf. Lichtenberg/Gudrunstraße - S-Bhf. Schöneweide                                                        |
| 50  | Wedding, Virchow-Klinikum - Französisch Buchholz, Guyotstraße                                                 |
| 60  | Johannisthal, Haeckelstrasse - Friedrichshagen, Altes Wasserwerk                                              |
| 61  | Adlershof, Karl-Ziegler-Straße - Rahnsdorf/Waldschänke                                                        |
| 62  | Wendenschloß - S-Bhf. Mahlsdorf                                                                               |
| 63  | Adlershof, Karl-Ziegler-Straße - Mahlsdorf, Rahnsdorfer Strasse                                               |
| 67  | Krankenhaus Köpenick/Südseite - S-Bhf. Schöneweide                                                            |
| 68  | S-Bhf. Köpenick - Alt-Schmöckwitz                                                                             |

### ベルリン周辺の路線
BVGのトラム路線図に一部区間が掲載されている2路線を含め、以下はBVGの運営ではない。ただし系統番号はベルリン市内と一体的に付番されている。
- ヴォルタースドルフ軌道：ベルリン東部Rahnsdorf(ラーンスドルフ)とヴォルタースドルフを結ぶ5.6kmの路線、系統番号87。[2]
- シェーンアイヘ/リューダースドルフ軌道：ベルリン東部Friedrichshagen(フリードリヒスハーゲン)から隣接するシェーンアイヘを経てリューダースドルフに至る14.1kmの路線、系統番号88。軌間1000mmのメーターゲージ。[3]
- シュトラウスベルク鉄道：ベルリンの東郊外シュトラウスベルク市内を走る6.2kmの路面電車。系統番号89。[4]
- ポツダム市電：ベルリンの西南に隣接するポツダムの市電網。総延長74.5km、7系統（系統番号91〜94・96・98・99）。Verkehrsbetrieb Potsdam[5]が運行。

### 世界路面電車路線10選
68系統は、ナショナルジオグラフィック協会が選定した世界路面電車路線10選(the 10 Great Streetcar routes)の一つとして、以下の路線とともに選ばれた。
- トロントの 501系統 - 24.8kmある北米最長の路線。
- シアトルのKing County Metroが運行するGeorge Benson Waterfront Streetcar。1.6マイル。
- ニューオーリンズのNew Orleans Regional Transit Authorityが運行するSt. Charles Streetcar Tour。北米最古の路面電車路線。
- サンフランシスコ市営鉄道のFライン。
- 香港トラム - 2階建て車両を用いて運行する世界で3つの市電路線のうちの一つ。13km。
- メルボルンの96系統
- ブダペスト市電の2系統
- アムステルダムの2系統
- リスボンのCompanhia de Carris de Ferro de Lisboa(Carris)が運行する28系統。

## 車両

### 現有車両

#### TK4D
1976年から1987年の間に導入された連接車。当時旧共産圏を中心に世界各国に輸出されていた、チェコスロバキアのČKDタトラ製の路面電車車両「タトラカー」の1つであるドイツ向けの車種である。一部車両はサイリスタ制御のKT4Dtとして導入された。
1999年までに半数の編成は廃車、もしくは他都市へ売却され、フレキシティ・ベルリン導入による置き換えも決定しているが、近代化工事を受けた車両はその後も使用され、形式名もKT4Dmと改められている。

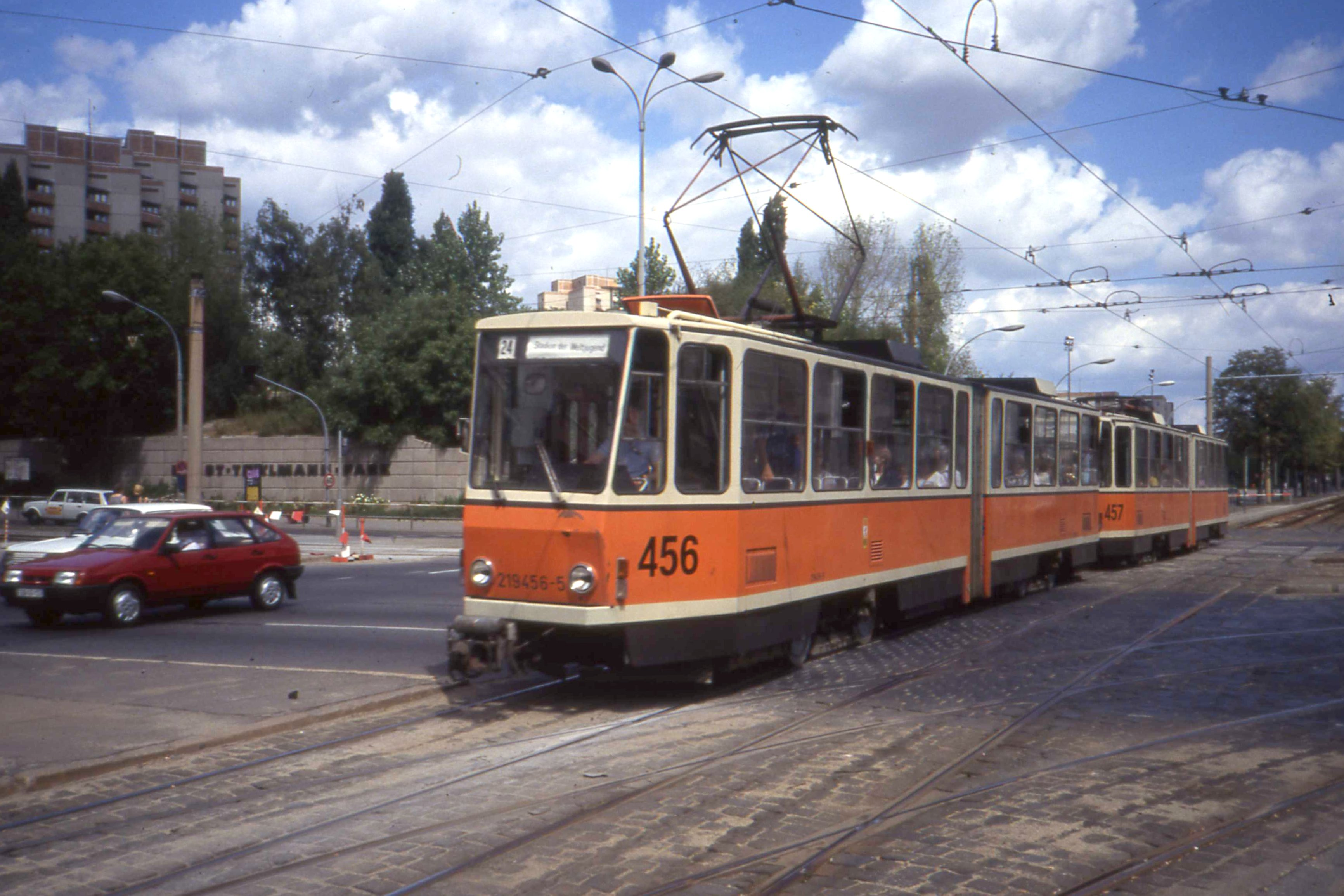
登場時の塗装
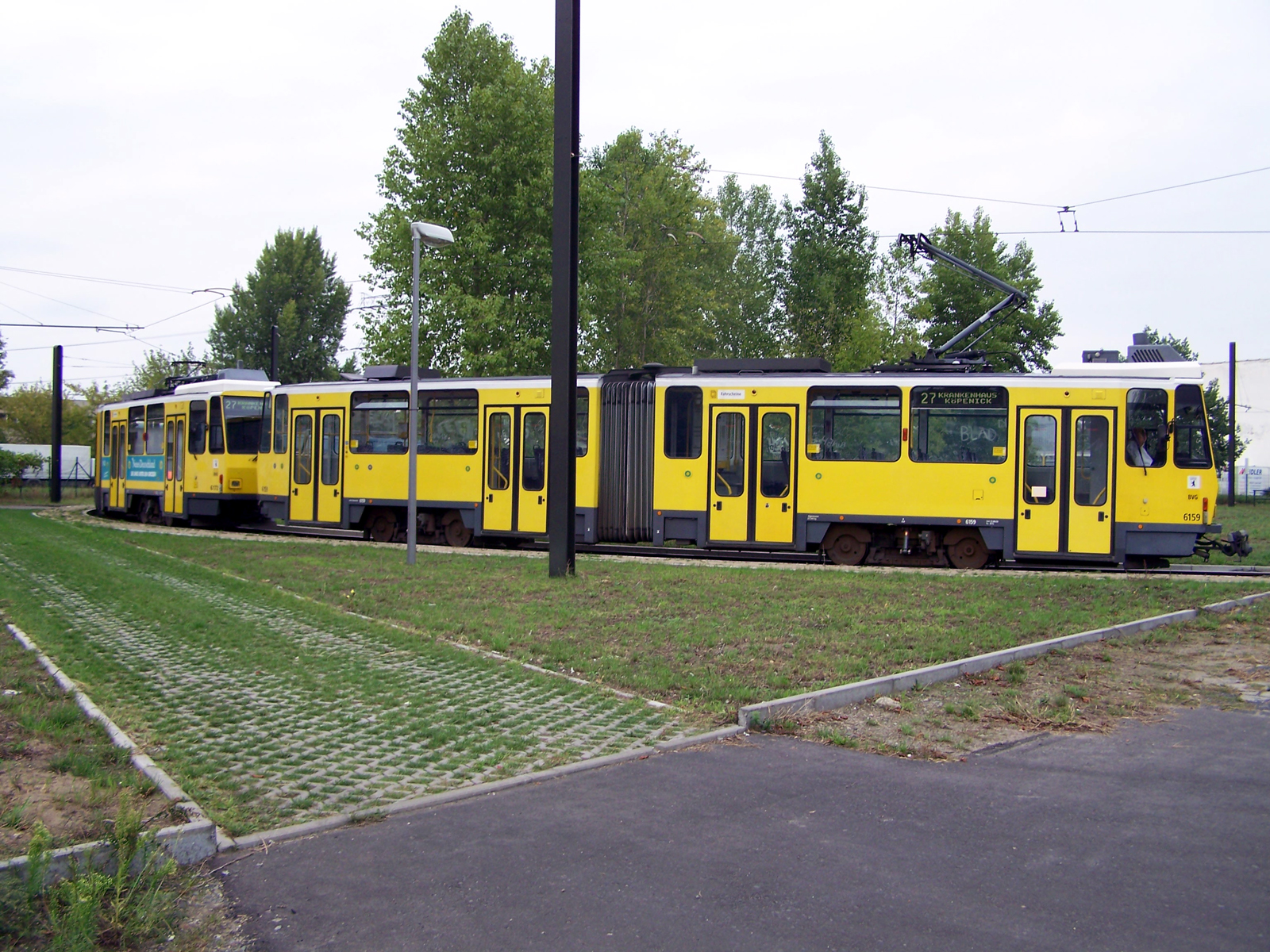
近代化工事後のTK4Dm
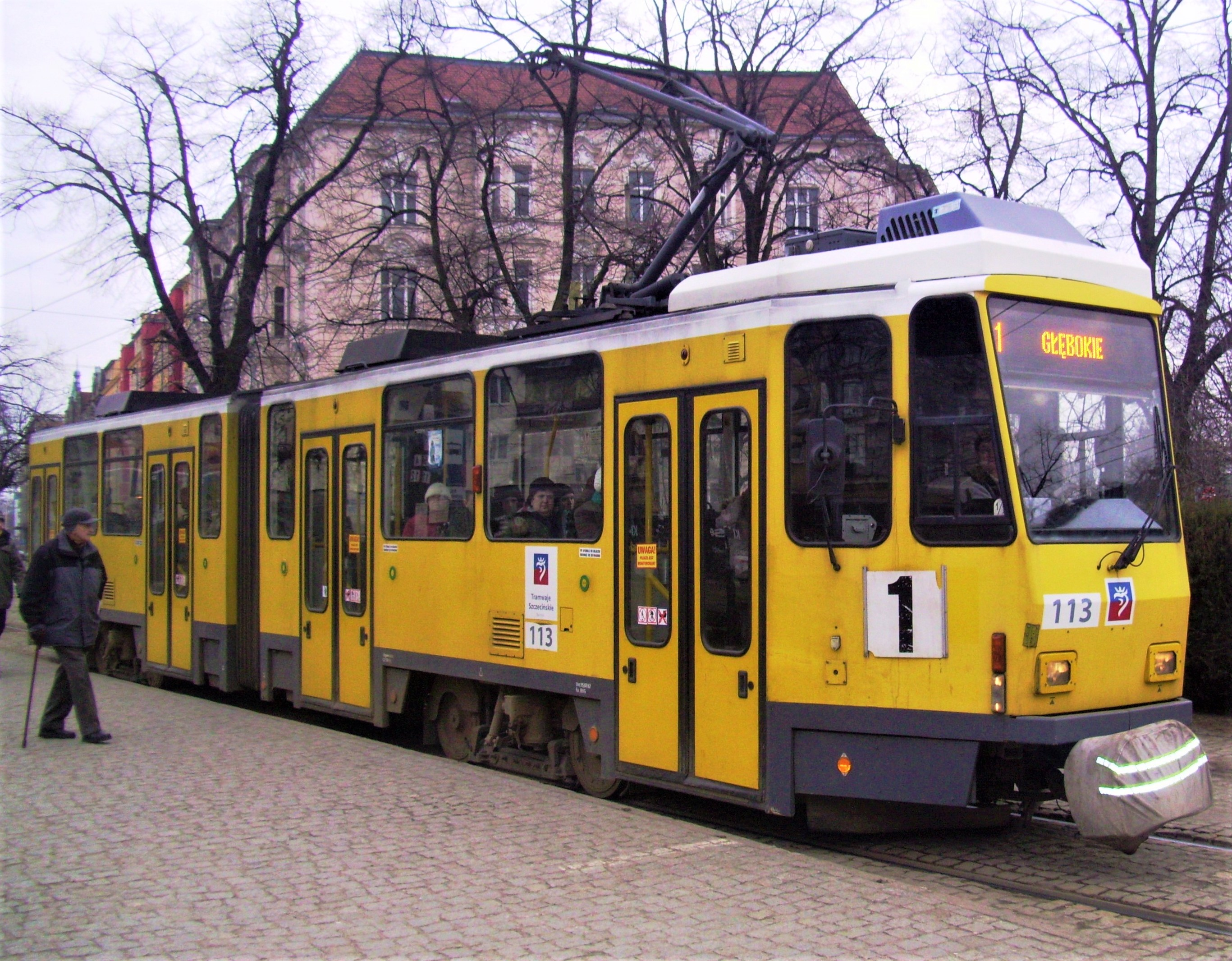
ポーランド・シュチェチンに売却されたKT4D

| 形式名    | KT4D                        |
| 編成:     | 2車体連接車                 |
| 運転台:   | 両運転台                    |
| 製造年:   | 1976年                      |
| 編成数:   | 574編成                     |
| 製造元:   | ČKDタトラ                   |
| 軌間:     | 1,435 mm                    |
| 全長:     | 18,100 mm                   |
| 全幅:     | 2,200 mm                    |
| 全高:     | 3,100 mm                    |
| 着席定員: | 26～38人                    |
| 立席定員: | 105～168人                  |
| 出力:     | 160 kW                      |
| 電気方式: | 直流600 V（架空電車線方式） |
| 最高速度: | 65 km/h                     |
| 重量:     | 19.9 t                      |

#### GT6N
1992年から2003年の間に導入された超低床電車。「ブレーメン形」や「GTシリーズ」と呼ばれる3車体連接車で、片運転台式のGT6Nが105編成、両運転台式のGT6N-ZRが45編成導入された。

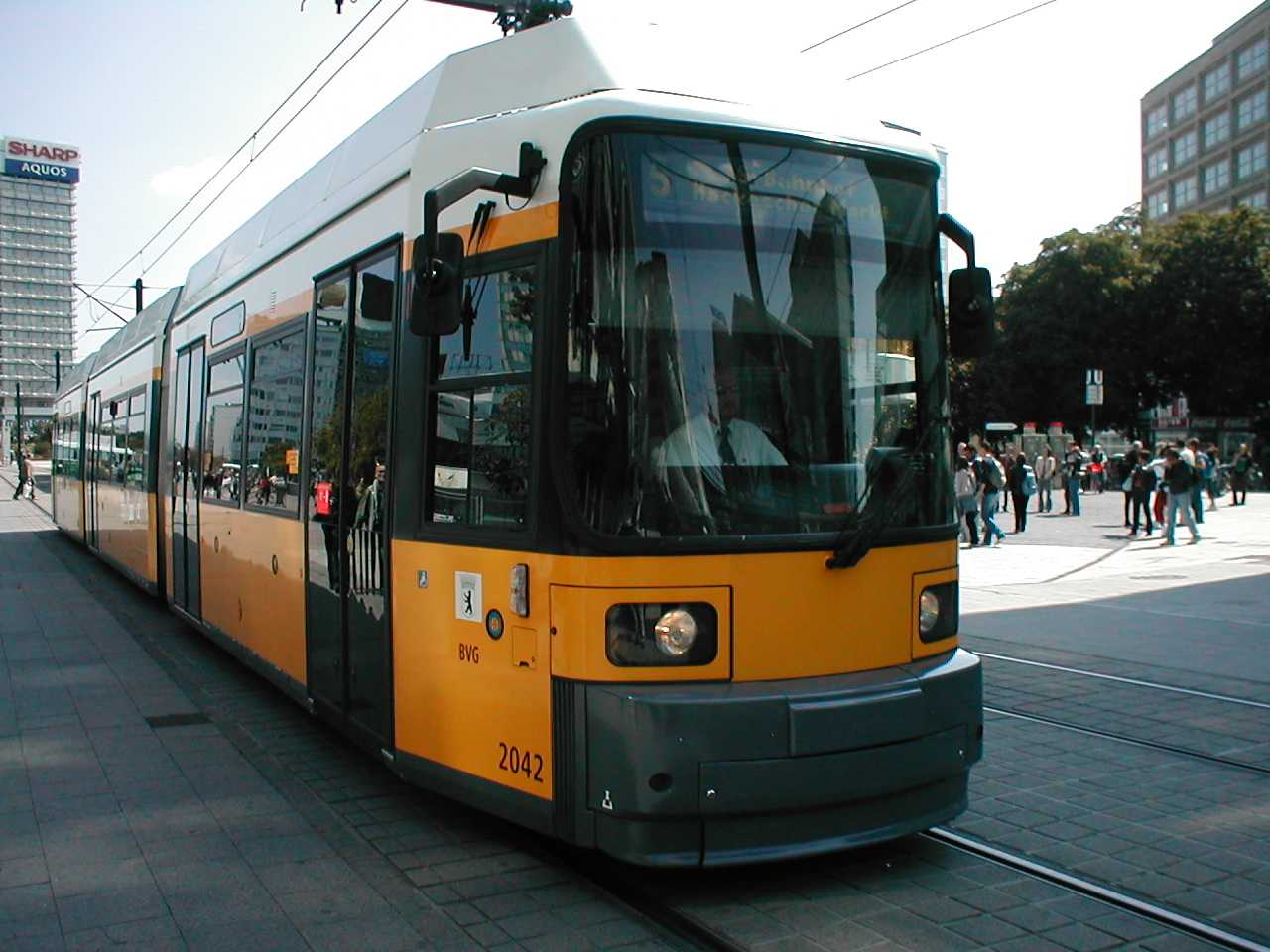
GT6N-ZR

| GT6N（ブレーメン形） | GT6N（ブレーメン形）                                  | GT6N（ブレーメン形）                                  | GT6N（ブレーメン形）        | GT6N（ブレーメン形）        |
| -------------------- | ----------------------------------------------------- | ----------------------------------------------------- | --------------------------- | --------------------------- |
| 形式名               | GT6N                                                  | GT6N-ZR                                               |                             |                             |
| 編成:                | 3車体連接車                                           | 3車体連接車                                           |                             |                             |
| 運転台:              | 片運転台                                              | 両運転台                                              |                             |                             |
| 製造年:              | 1993年                                                | 1999年                                                |                             |                             |
| 編成数:              | 105編成                                               | 45編成                                                |                             |                             |
| 製造元:              | アドトランツ 、ボンバルディア・トランスポーテーション | アドトランツ 、ボンバルディア・トランスポーテーション |                             |                             |
| 軌間:                | 1,435 mm                                              | 1,435 mm                                              |                             |                             |
| 全長:                | 26,800 mm                                             | 26,5000 mm                                            |                             |                             |
| 全幅:                | 2,300 mm                                              | 2,300 mm                                              |                             |                             |
| 全高:                | 3,290 mm                                              | 3,290 mm                                              |                             |                             |
| 着席定員:            | 58人                                                  | 46人                                                  |                             |                             |
| 立席定員:            | 87～97人                                              | 97～104人                                             |                             |                             |
| 出力:                | 300 kW                                                | 300 kW                                                |                             |                             |
| 電気方式:            | 直流600 V（架空電車線方式）                           | 直流600 V（架空電車線方式）                           | 直流600 V（架空電車線方式） | 直流600 V（架空電車線方式） |
| 最高速度:            | 70 km/h                                               | 70 km/h                                               | 70 km/h                     | 70 km/h                     |
| 重量:                | 31.0 t                                                | 31.5 t                                                |                             |                             |

#### Flexity Berlin（フレキシティ・ベルリン）
タトラ製の高床式の車両の置き換え用に導入されたボンバルディア・トランスポーテーション製の最新鋭車両。アドトランツ(ADtranz)から受け継いだ超低床電車・インチェントロの設計を基にしており、編成における運転台の数や編成数に応じて4種類が導入されている。シュトラウスベルク鉄道にも同型車両が導入されている。

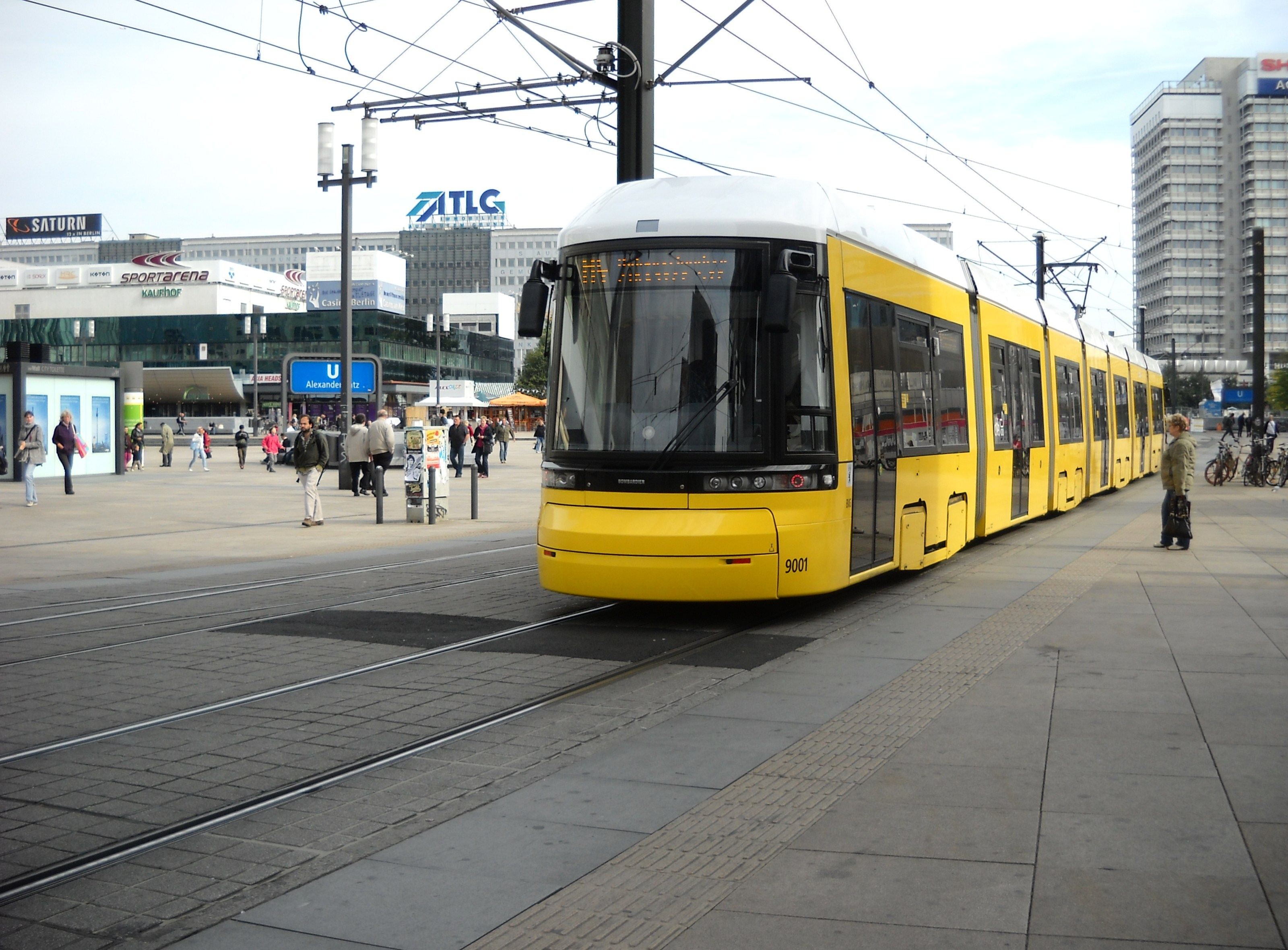
フレキシティ・ベルリン